# Urgamal járás
Urgamal járás (mongol nyelven: Ургамал сум) Mongólia Dzavhan tartományának egyik járása. Területe 3500 km². Népessége 1822 fő.
Székhelye Hungí (Хунгий), mely 236 km-re északnyugatra fekszik Uliasztaj tartományi székhelytől.